# Crematogaster juventa
Crematogaster juventa är en myrart som beskrevs av Santschi 1926. Crematogaster juventa ingår i släktet Crematogaster och familjen myror. Inga underarter finns listade i Catalogue of Life.